# Амблени
Амблени́ (фр. Ambleny) — коммуна во Франции, находится в регионе Пикардия. Департамент коммуны — Эна. Входит в состав кантона Вик-сюр-Эн. Округ коммуны — Суассон.
Код INSEE коммуны — 02011.

## Население
Население коммуны на 2010 год составляло 1134 человека.
| 1962 | 1968 | 1975 | 1982 | 1990 | 1999 | 2010 |
| ---- | ---- | ---- | ---- | ---- | ---- | ---- |
| 861  | 889  | 844  | 960  | 1119 | 1112 | 1134 |

## Экономика
В 2010 году среди 755 человек трудоспособного возраста (15—64 лет) 548 были экономически активными, 207 — неактивными (показатель активности — 72,6 %, в 1999 году было 69,8 %). Из 548 активных жителей работали 493 человека (266 мужчин и 227 женщин), безработных было 55 (27 мужчин и 28 женщин). Среди 207 неактивных 65 человек были учениками или студентами, 86 — пенсионерами, 56 были неактивными по другим причинам.